# Jawornik Polski (gmina)
Jawornik Polski – gmina miejsko-wiejska w województwie podkarpackim, w powiecie przeworskim. W latach 1975–1998 gmina położona była w województwie przemyskim.
Siedziba gminy to Jawornik Polski.
Według danych z 30 czerwca 2004 gminę zamieszkiwały 4862 osoby.

## Struktura powierzchni
Według danych z roku 2002 gmina Jawornik Polski ma obszar 62,92 km², w tym:
- użytki rolne: 69%
- użytki leśne: 21%

Gmina stanowi 9,01% powierzchni powiatu.

## Demografia

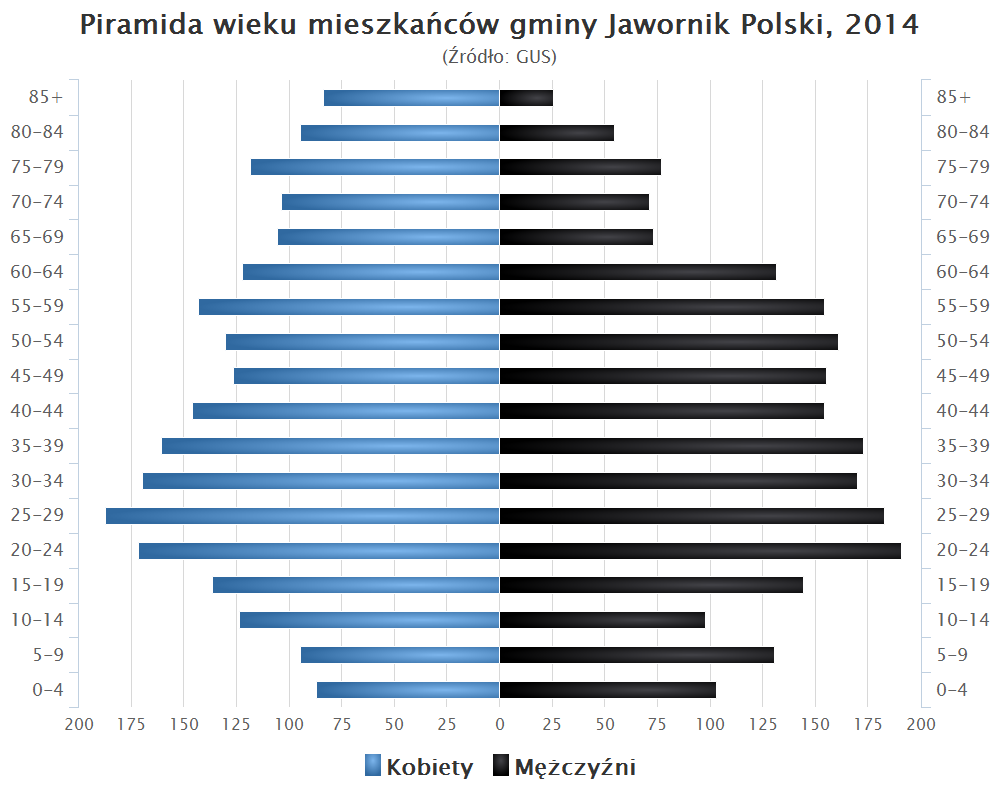
Piramida wieku mieszkańców gminy Jawornik Polski w 2014 roku

Dane z 30 czerwca 2004:
| Opis                              | Ogółem | Ogółem | Kobiety | Kobiety | Mężczyźni | Mężczyźni |
| --------------------------------- | ------ | ------ | ------- | ------- | --------- | --------- |
| jednostka                         | osób   | %      | osób    | %       | osób      | %         |
| populacja                         | 4862   | 100    | 2505    | 51,5    | 2357      | 48,5      |
| gęstość zaludnienia (mieszk./km²) | 77,3   | 77,3   | 39,8    | 39,8    | 37,5      | 37,5      |

## Sołectwa
Jawornik Polski, Hadle Kańczuckie, Hadle Szklarskie, Hucisko Jawornickie, Jawornik-Przedmieście, Manasterz, Widaczów, Zagórze

## Sąsiednie gminy
Dubiecko, Dynów, Hyżne, Kańczuga, Markowa